# Campionati del mondo Ironman del 1988
I Campionati del mondo Ironman del 1988 hanno visto trionfare tra gli uomini lo statunitense Scott Molina, davanti ai connazionali Mike Pigg e Ken Glah.
Tra le donne si è laureata campionessa del mondo per la seconda volta la zimbabwese Paula Newby-Fraser che ha registrato il tempo record nella competizione, chiudendo con un tempo finale di 9:01:01 e abbassando di più di trenta minuti il precedente record appartenente a Erin Baker nell'edizione del 1987.
Si è trattata della 12ª edizione dei campionati mondiali di Ironman, che si tengono annualmente dal 1978 con una competizione addizionale che si è svolta nel 1982. I campionati sono organizzati dalla World Triathlon Corporation (WTC).

## Ironman Hawaii - Classifica

### Uomini
| Pos. | Tempo   | Nome            | Paese       | Ripartizione tempi | Ripartizione tempi | Ripartizione tempi | Ripartizione tempi | Ripartizione tempi |
| Pos. | Tempo   | Nome            | Paese       | Nuoto              | T1                 | Bici               | T2                 | Corsa              |
| ---- | ------- | --------------- | ----------- | ------------------ | ------------------ | ------------------ | ------------------ | ------------------ |
|      | 8:31:00 | Scott Molina    | Stati Uniti | 0:51:28            | 0:00               | 4:36:50            | 0:00               | 3:02:42            |
|      | 8:33:11 | Mike Pigg       | Stati Uniti | 0:51:20            | 0:00               | 4:37:44            | 0:00               | 3:04:06            |
|      | 8:38:37 | Ken Glah        | Stati Uniti | 0:51:29            | 0:00               | 4:40:20            | 0:00               | 3:06:47            |
| 4    | 8:43:11 | Scott Tinley    | Stati Uniti | 0:56:07            | 0:00               | 4:44:37            | 0:00               | 3:02:26            |
| 5    | 8:43:22 | Mark Allen      | Stati Uniti | 0:51:23            | 0:00               | 4:54:20            | 0:00               | 2:57:38            |
| 6    | 8:53:38 | Ray Browning    | Stati Uniti | 0:56:11            | 0:00               | 4:47:30            | 0:00               | 3:09:57            |
| 7    | 8:54:15 | Dirk Aschmoneit | Germania    | 0:51:18            | 0:00               | 4:56:34            | 0:00               | 3:06:12            |
| 8    | 8:55:53 | Todd Jacobs     | Stati Uniti | 0:56:15            | 0:00               | 4:55:37            | 0:00               | 3:04:01            |
| 9    | 8:57:35 | Hideya Miyazuka | Giappone    | 0:59:26            | 0:00               | 4:54:08            | 0:00               | 3:04:00            |
| 10   | 9:00:49 | Pauli Kiuru     | Finlandia   | 0:56:06            | 0:00               | 4:59:16            | 0:00               | 3:05:25            |

### Donne
| Pos. | Tempo    | Nome                 | Paese         | Ripartizione tempi | Ripartizione tempi | Ripartizione tempi | Ripartizione tempi | Ripartizione tempi |
| Pos. | Tempo    | Nome                 | Paese         | Nuoto              | T1                 | Bici               | T2                 | Corsa              |
| ---- | -------- | -------------------- | ------------- | ------------------ | ------------------ | ------------------ | ------------------ | ------------------ |
|      | 9:01:01  | Paula Newby-Fraser   | Zimbabwe      | 0:56:38            | 0:00               | 4:57:13            | 0:00               | 3:07:09            |
|      | 9:12:14  | Erin Baker           | Nuova Zelanda | 0:55:39            | 0:00               | 5:04:02            | 0:00               | 3:12:32            |
|      | 9:37:25  | Kirsten Hanssen Ames | Stati Uniti   | 1:00:23            | 0:00               | 5:12:46            | 0:00               | 3:24:15            |
| 4    | 9:53:06  | Julie Wilson         | Stati Uniti   | 0:58:07            | 0:00               | 5:11:19            | 0:00               | 3:43:39            |
| 5    | 9:54:17  | Tina Bischoff        | Stati Uniti   | 0:55:48            | 0:00               | 5:35:39            | 0:00               | 3:22:49            |
| 6    | 9:58:49  | Terry Schneider      | Stati Uniti   | 1:04:06            | 0:00               | 5:22:00            | 0:00               | 3:32:43            |
| 7    | 10:02:02 | Sarah Springman      | Regno Unito   | 1:03:20            | 0:00               | 5:27:50            | 0:00               | 3:30:51            |
| 8    | 10:02:54 | Luanne Park          | Stati Uniti   | 1:11:20            | 0:00               | 5:23:54            | 0:00               | 3:27:40            |
| 9    | 10:03:25 | Jan Wanklyn          | Australia     | 0:55:49            | 0:00               | 5:28:12            | 0:00               | 3:39:24            |
| 10   | 10:07:13 | Laurie Samuelson     | Stati Uniti   | 0:55:34            | 0:00               | 5:35:34            | 0:00               | 3:36:04            |

## Ironman - Risultati della serie

### Uomini
| Evento      | Oro               | Tempo   | Argento         | Tempo   | Bronzo      | Tempo   |
| New Zealand | Scott Tinley      | 8:44:13 | Ray Browning    | 8:44:39 | John Hughes | 9:10:23 |
| Australia   | Gerard I Donnelly | 9:07:25 | Rodney L Cedaro | 9:10:56 | A. Sattler  | 9:16:12 |

### Donne
| Evento      | Oro                       | Tempo    | Argento                | Tempo    | Bronzo        | Tempo    |
| New Zealand | Nancy Harrison            | 10:23:54 | Karen Williams-Greaves | 11:15:17 | Sue Price     | 11:31:26 |
| Australia   | Louise C Mackinlay-Bonham | 10:17:08 | J.A Donaldson          | 10:44:26 | Jenny Bonnett | 10:54:26 |

## Calendario competizioni
| Progr. | Data          | Evento              | Sede                                   | Nazione       |
| ------ | ------------- | ------------------- | -------------------------------------- | ------------- |
| 1      | 20 marzo 1988 | Ironman New Zealand | Taupo                                  | Nuova Zelanda |
| 2      | 26 marzo 1988 | Ironman Australia   | Forster/Tuncurry, Nuovo Galles del Sud | Australia     |